# František Roček
František Roček (5. června 1860 Jezbořice – 3. března 1928 Praha) byl rakouský právník a politik české národnosti z Čech, poslanec Českého zemského sněmu.

## Biografie
Pocházel z rodiny obchodníka. Absolvoval gymnázium v Hradci Králové. Vystudoval práva na Univerzitě Karlově. Získal titul doktora práv. Nastoupil na praxi k soudu v Praze a Hradci Králové, potom byl advokátním koncipientem v Praze a po dva roky i v Příbrami. Od roku 1894 působil jako samostatný advokát na Novém Městě v Praze. Byl aktivní v podpoře českých menšin. Byl právním zástupcem představitelů severočeských Čechů v době národnostních bouří na Mostecku. U soudů v Děčíně a Bílině zastupoval Čechy, kteří dostali výpověď z bytu, protože posílali své děti do českojazyčných škol. Zasedal v ústředním výboru Národní jednoty pošumavské a byl předsedou její pobočky pro Staré Město, Malou Stranu a Hradčany. Jménem jednoty pořádal přednášky v souvislosti s přijetím novely zákona o domovském právu a vydal na toto téma spis. V roce 1909 byl zvolen delegátem českého odboru zemské zemědělské rady za okres Kaplice.
Zapojil se i do vysoké politiky. V doplňovacích zemských volbách roku 1902 byl zvolen na Český zemský sněm, kde zastupoval kurii městskou, obvod Příbram. Patřil mezi politiky mladočeské strany. V jeho politických názorech hrál jistou roli i antisemitismus. Zastával slogan o vymanění se českého lidu ze živlů cizích a propagoval heslo Svůj k svému. Byl místopředsedou spolku Národní obrana, který byl později úředně rozpuštěn. Jako antisemitu ho popisuje po volbách roku 1902 novinář Karel Horký, ovšem s tím, že ono to není s tím antisemitismem pana dra. Ročka tak horoucí.
Zemřel v březnu 1928.